# Greve de massas, partido e sindicatos
Greve de massas, partido e sindicato é um livro escrito por Rosa Luxemburgo e publicado em 1906, no que analisa a experiência da greve de massas durante a revolução russa de 1905 e seu significado para a luta internacional dos trabalhadores e para o Partido Social-Democrata da Alemanha (SPD).

## Antecedentes e publicação
No meio da revolução na Rússia, a autora, que era fundadora e dirigente do Partido Socialdemocrata da Polônia e Lituânia, viajou em dezembro de 1905 desde Alemanha onde residia, até Varsóvia, Polônia, que era parte do Império Russo e onde também se desenvolvia a revolução.
Rosa foi detida em março de 1906 e esteve presa até junho. Morou até setembro em Kuokkala (hoje Repino, Rússia), desde onde era fácil ir a São Petersburgo. Durante este período escreveu o livro.
Após retornar a Alemanha, em 20 de setembro de 1906 Rosa chegou a Hamburgo, onde foi publicada e distribuída em novembro a primeira edição do livro, a que foi depois recolhida por solicitação dos líderes sindicais socialdemocratas. A segunda edição, de 1907, moderou as críticas aos dirigentes sindicais alemães. .

## Greve de massas
O primeiro capítulo resume o debate sobre a greve geral com os anarquistas e dentro da socialdemocracia. Mantem que na Rússia por primeira vez na história se realizou a greve de massas de jeito “grandioso” e se revelou como a arma mais poderosa de luta política pelos direitos políticos. .
O segundo capítulo, trata a greve de massas como um fenómeno histórico, resultado de um momento específico de uma situação social, a partir da necessidade histórica. Por tanto, não se pode decidir “fazer” uma greve de massas, como também não se pode decretar uma revolução. Greve de massas e revolução somente têm sentido e se concretam em situações políticas bem determinadas. .
O terceiro capítulo descreve o desenvolvimento do processo de a greve de massas na Rússia. Foi precedida por um trabalho “invisível e subterrâneo” de organização política e sindical, despois da greve general de 1896. Em  dezembro de1904 começou a greve general em Baku, em janeiro de 1905 em São Petersburgo, donde começou a raiz de uma greve de solidariedade dos operários das canteiras em protesta por e despido de dos trabalhadores. 
A sangrenta repressão da marcha dos grevistas em São Petersburgo, desencadeou em todos os centros industriais e cidades do Império Russo, uma onda de greves massivas de solidariedade com a ativa participação da socialdemocracia russa. Os dirigentes apenas tinham tempo de formular os slogans com que as massas se lançavam em seguida à luta.
A agitação passou dos operários industriais às profissões liberais, aos artistas, os camponeses, os empregados do comercio, os domésticos, o subproletariado, a polícia e finalmente bateu nos quarteis militares. Depois, este torrente de luta política se diluiu em inúmeras greves econômicas, quase todas triunfantes, para se encaminhar por médio dos conselhos operários de fábrica, até os  grandes conselhos (soviets) de trabalhadores das cidades. .
Cresceu enormemente o número dos sindicatos e dos trabalhadores sindicalizados. Fábrica por fábrica, rama da indústria por rama da indústria, cidade por cidade os trabalhadores lutavam pela jornada de 8 horas. Em outubro de 1905 o soviet de São Petersburgo decidiu que os trabalhadores notificaram a cada patrão que não trabalhariam mais de 8 horas diárias e em uma semana todas as fábricas da cidade trabalhavam só 8 horas. 
Em outubro reapareceu a greve general política em todo o império para protestar contra a convocatória de uma Duma “consultiva” e exigir o final da “comedia” czarista. O sucesso levou a ampliar o movimento e a novas repressões, respondidas com a greve geral de novembro contra a declaratória do estado de sitio na Polônia. Os empresários responderam fechando fábricas e, em protesta, em São Petersburgo foi realizada mais uma greve general.
Ai (após do ataque do governo ao soviet de São Petersburgo), a lógica interna do processo de greve de massas a transformou em insurreição aberta, em barricadas e luta de ruas armada. Os acontecimentos de dezembro em Moscovo resultaram do desenvolvimento lógico do movimento revolucionário e sua culminação inevitável em uma insurreição geral aberta, que também se expressou antes em uma serie de insurreições locais preparatórias.
A Duma convocada em 1906 foi boicotada pelos trabalhadores, pero a derrota da insurreição significou também que já não havia mais greve de massas e “o proletariado se retirou as sombras” de novo, a dedicar-se ao trabalho organizativo sindical e político. 
O capítulo quarto do livro, expõe como durante o período de greve de massas se entrelaçam todas as fases de a luta política e a luta económica. Greves políticas e económicas, greves gerais e parciais, greves de protesto e de combate, greves de rama de a indústria e greves gerais em determinadas cidades, pacíficas mobilizações salariais e enfrentamentos nas ruas. 
Para Rosa Luxemburgo, å greve de massas es inseparável da revolução. É simplesmente a forma que adopta a luta revolucionaria. Por isso, afirma que os socialdemocratas estão chamados a assumir a direção política de a greve de massas, dar as palavras de ordem na luta, orientar a táctica, de jeito que em cada fase seja mobilizada a totalidade do poder do proletariado. 
O capítulo quinto trata de extrair as lições da greve de massas russa aplicáveis na Alemanha. 
O capítulo seis trata da necessidade de que a greve de massas se converta em um verdadeiro movimento popular que abrange todas as capas de trabalhadores e no se limite somente a os operários organizados. 
O capítulo sétimo insiste em que, embora os socialdemocratas não podem determinar por adiantado o momento da greve de massas, sim podem orientar politicamente a luta, prever suas prováveis consequências, e traduzir a luta em uma táctica decidida e consequente. 
O capítulo oitavo trata da articulação dos sindicatos e a socialdemocracia, para garantir o sucesso das futuras lutas. 